# Корсунов Володимир Володимирович
Володимир Володимирович Корсунов (рос. Владимир Владимирович Корсунов; 16 березня 1983, м. Одинцово, СРСР) — російський хокеїст, захисник.

## Ігрова кар'єра
Вихованець хокейної школи «Спартак» (Москва). Виступав за «Спартак-2» (Москва), «Спартак» (Москва), «Хімік» (Воскресенськ), «Рись» (Подольськ), «Югра» (Ханти-Мансійськ), «Рубін» (Тюмень), «Кубань» (Краснодар).
У складі молодіжної збірної Росії учасник чемпіонату світу 2002. У складі юніорської збірної Росії учасник чемпіонату світу 2001.

## Досягнення
- Чемпіон ВХЛ (2011), срібний призер (2012)
- Переможець молодіжного чемпіонату світу (2002).
- Переможець юніорського чемпіонату світу (2001).